# Eichersmühle

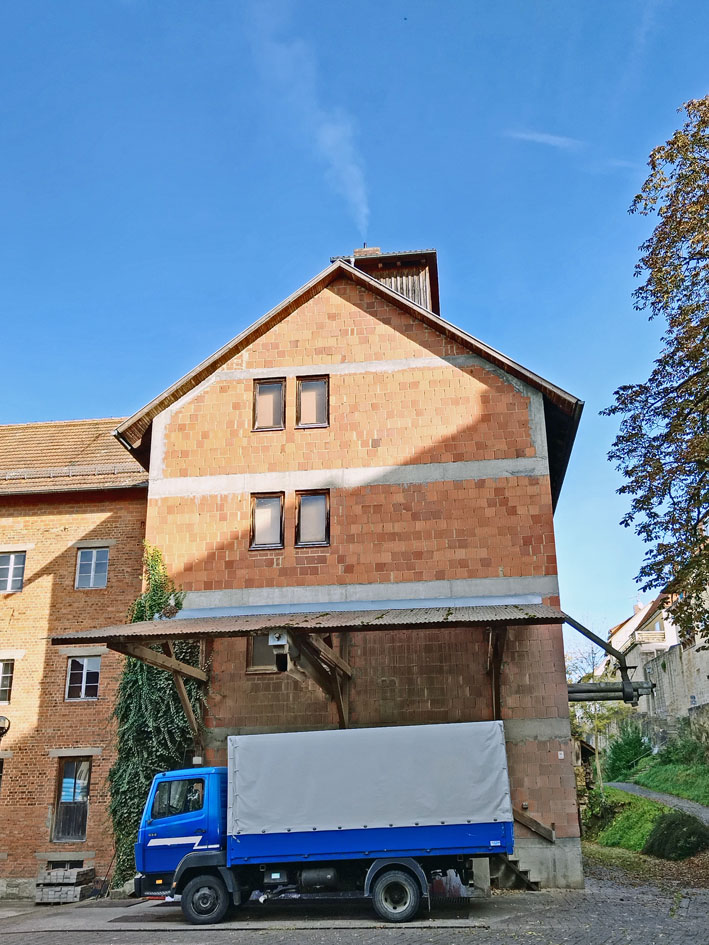
Eichersmühle

Die Eichersmühle (manchmal auch Eigersmühle) ist eine Kornmühle der Gemeinde Mellrichstadt/Landkreis Rhön-Grabfeld. Die Eichersmühle liegt direkt am Fluss Streu.

## Geschichte
Für die Eichung von Fässern schöpfte man bei dieser Mühle Wasser aus der Streu. Dieser Eichvorgang gab der Mühle ihren Namen. Zunächst war die Mühle im Besitz des Bischofs von Würzburg. Viele Lehensnehmer kamen später, darunter 1429 und 1796 die Familie von Stein. 1830 erfolgte die Umwidmung der Mühle zur Wollspinnerei. Sie hieß dann „Fabrikmühle“. Seit 1874 ist sie im Besitz der Familie Wirsing. 1982 wurde die Mühle neu aufgebaut. An die Vergangenheit erinnert das Berufswappen eines Müllers mit den Initialen „VK“. Es handelte sich vermutlich um Valtin Kraus, der um 1611 größere Umbauten vornehmen ließ. Heute wird die Mühle wieder als Kornmühle benutzt.

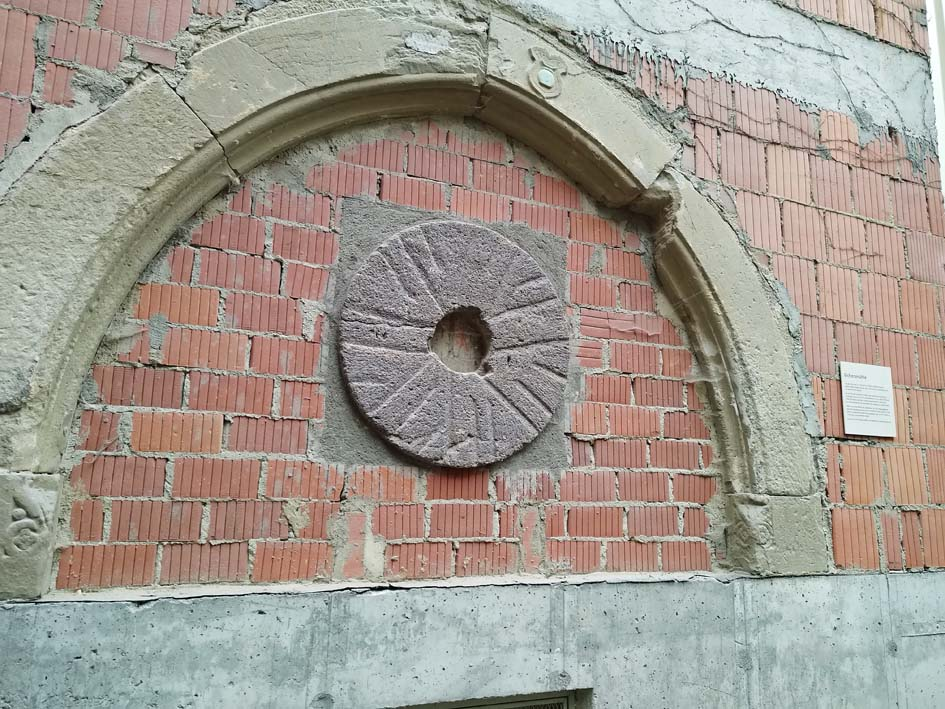
Berufswappen